# 福爾茨巴赫河
50°3′4.89″N 9°11′38.57″E / 50.0513583°N 9.1940472°E

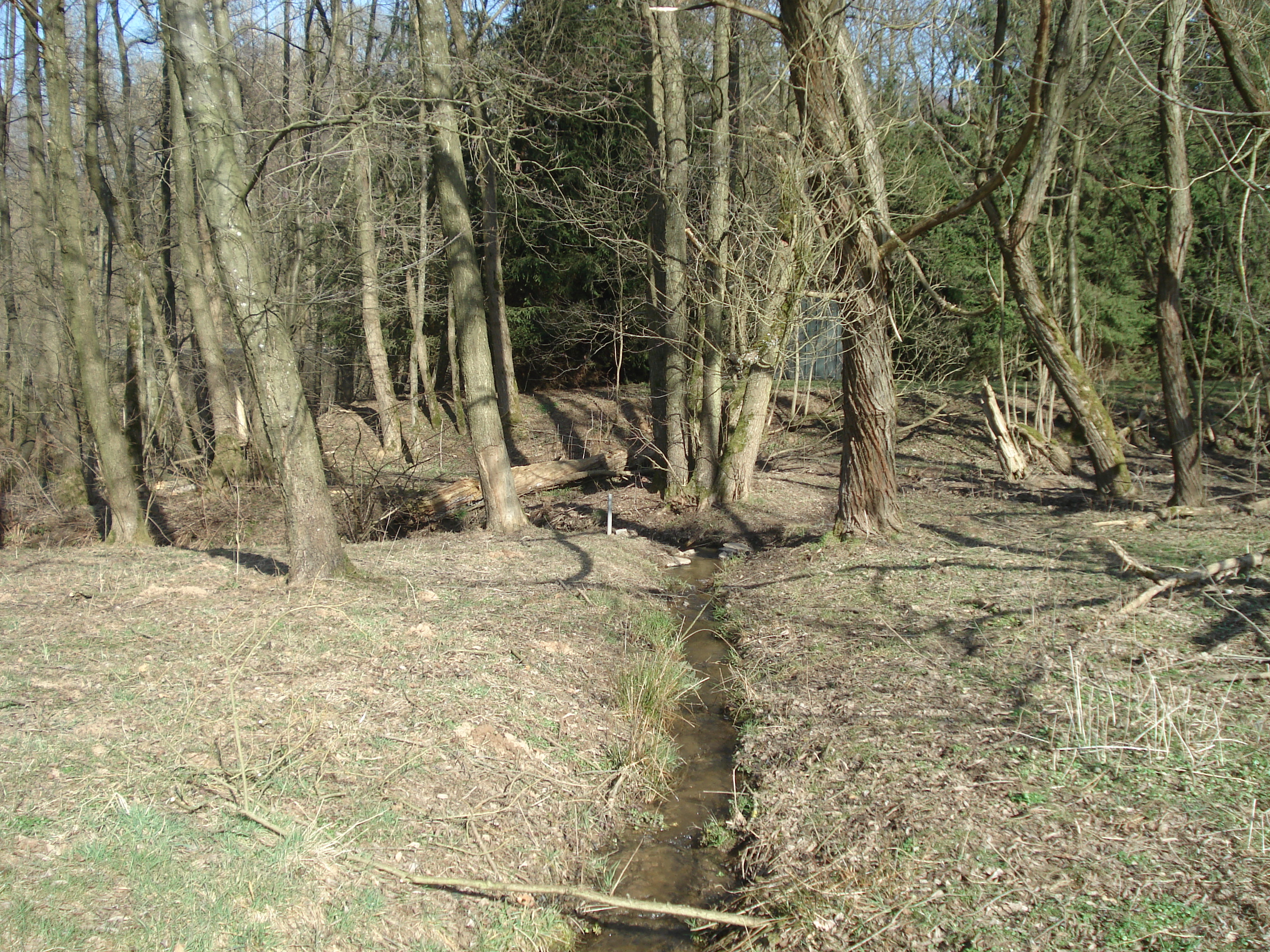
福爾茨巴赫河

福爾茨巴赫河（德語：Folzbach），是德國的河流，位於該國東南部，由巴伐利亞負責管轄，屬於費德卡爾河的左支流，河道全長1.5公里，流域面積0.9平方公里。